# Копись
Ко́пись (біл. Копысь) — селище міського типу в Вітебській області Білорусі, в Оршанському районі.
Населення селища становить 847 осіб (2017).

## Історія
1594 року Кшиштоф Радзивілл «Перун» подав позов на тестя — Василя Костянтиня Острозького — від імені дружини та свого старшого сина Януша через різні погляди на спадок, який задовольнив ґродський суд у Слонімі. Перед розглядом справи в Коронному трибуналі 24 серпня 1594 уклав з тестем угоду, за якою Радзивілли отримували, зокрема, Глуськ, Тернопіль, набували права на Копись в Оршанському повіті ВКЛ.

## Відомі люди
- Народився перший президент Білорусі Олександр Лукашенко.